# Malin Crépin
Pour les articles homonymes, voir Crépin.
Malin Crépin, née le 22 août 1978 à Stockholm (Suède), est une actrice suédoise, principalement connue pour son rôle dans la série télévisée Annika Bengtzon. 

## Biographie
Malin Crépin est mariée à Markus Sundström. Le couple a deux filles, Carla et Frances.

## Filmographie

### Actrice

#### Cinéma
- 2003 : Miffo : Anna
- 2009 : I skuggan av värmen : Eva
- 2010 : Cornelis : Ingalill Rehnberg
- 2011 : Oslo, 31 août : Malin
- 2012 : Nobels testamente : Annika Bengtzon
- 2014 : Lulu : Lulu
- 2016 : Sami, une jeunesse en Laponie (Sameblod) : Elise
- 2016 : The Medium

#### Courts-métrages
- 2011 : Människor helt utan betydelse
- 2012 : Kiruna-Kigali[2]
- 2015 : Nylon

#### Télévision
Séries télévisées
- 2005 : Lasermannen : Annika
- 2007 : Upp till kamp : Nina
- 2010 : Les Enquêtes du commissaire Winter : Gerda Hoffner
- 2020 : Quand revient le calme : Lisa